# 夜會
夜会，顾名思义是指晚上举行的舞会或晚宴。以下是创作歌手中岛美雪从1989年开始的舞台。

## 简介
本舞台非音乐会、非戏剧，也非音乐剧，于1989年以“语言的实验剧场”为概念开始公演。至1998年为止每年举办，但由于行程安排的关系，现在不定期举办。
到2004年的Vol.13为止，作为Bunkamura的主办事业（官方供应商），举办地点一直在涩谷的Bunkamura · Theatre Cocoon。
2006年的Vol.14在东京的青山剧场举办，同时新增了大阪公演，在Theatre BRAVA!举办。
从2008年的Vol.15开始，东京公演在赤坂ACT剧场举办，主办方是TBS电视台；大阪公演的主办方是每日放送。
在Theatre cocoon时期，门票很难买到，这一点广为人知。根据座位种类的不同，有超过1万日元的票，比当时普通的音乐会贵；开演时间为20点，结束时间为22点40分左右，也比当时普通的音乐公演晚。另外，小学生以下禁止入场。
夜会的原创歌曲有一部分收录于中岛的原创专辑。也有仅以夜会原创歌曲构成的原创专辑。

## 变迁
最初举办时并没有明确的主题，是中岛常规演唱会的延伸。
1991年，开始以古典（中国成语）和日本神话等为灵感创作剧本，演剧色彩变强。1994年开始成为完全的原创故事。
另外，夜会演唱的歌曲最初是由中岛在1993年之前发表的歌曲和每次写下的少数原创歌曲组成。从1995年开始，除主题曲《两艘船》之外，都是每次写下的原创歌曲。
2013年，中岛为了重新表演之前的夜会歌曲，举办了盛大音乐会《夜会工场》。目前已举办到Vol.2。

## 舞台
- 在Theatre cocoon时期，因为使用了非常大的舞台装置而广为人知。
- 曾一度拆除舞台原来的地板，重新安装地板。

- 在舞台上降下真正的雪（Vol.3）

- 用真正的水在舞台上降雨（Vol.5）

- 在夜会1989和夜会1990中，乐队在舞台上演奏。从Vol.3开始，在地板下设置了像管弦乐坑一样的空间，乐队变为在其中演奏。

## 公演
夜会 (1989年11月17日 - 12月9日，共20场公演)
- 没有进行正式拍摄，只留下了资料性的影像。未影像化作品。

夜会1990 (1990年11月16日 - 12月8日，共20场公演)
- 从本次开始完全影像化。以“日本女性的认同感”为主题，从客船甲板上展开的各个场景描绘了现代女性日常生活中的各种烦恼、矛盾心理和隐藏在背后的真实姿态。
- 宣传语是“美雪的‘歌’触手可及”[1]。

夜会Vol.3 KAN・TAN (邯郸)  (1991年11月13日 - 12月7日，共20场公演)
- 从本次开始有了明确的故事性。以中国故事“黄粱一梦”为主题，讲述了一个女人坐在出租车上，从梦中见到了自己从少女到老太婆的一生[2]。

夜会Vol.4 金环蚀 (1992年11月12日 - 12月11日，共23场公演)
- 以《古事记》中的“天岩户的故事”为主题，描绘了日本女性的原点。
- 与杉本和世、坪仓唯子共演。

夜会Vol.5 太息花色今更易 此身虚度春雨中 (1993年11月14日 - 12月11日，全22场公演)
- 以小野小町的和歌和《雨月物语》中《浅茅之宿》的故事为主题，中岛饰演了各种各样的“等待的女人”。
- 与张春祥共演。

夜会Vol.6 香格里拉 (1994年11月11日 - 12月10日，共23场公演)
- 第一个原创故事。以亲子关系为主题，讲述了一个叫作小美的女孩为了报复住在“香格里拉”的养母的敌人美龄 (美龄是小美的生母，但小美不知道) ，作为女仆潜入“香格里拉”的故事。舞台是香港。
- 在九龙拍摄了补充画面[3]。

- 与香坂千晶共演。

夜会Vol.7 2/2 (1995年11月26日 - 12月25日，共23场公演)
- 从本次开始，夜会的歌曲全部都是原创歌曲。讲述了一个女人每次想要获得幸福，都会被一些看不见的东西阻碍，她伤心地前往异国旅行 (越南) ，因为过失而无法回国。以此为契机，知道了自己的过去和看不见的东西的真面目。
- 与植野叶子、伊藤敏八共演。

- 2005年，濑户朝香主演的电影版上映。

夜会Vol.8 提问的她 (1996年11月25日 - 12月25日，共24场公演)
- 讲述了电台的一位女DJ偶然遇到了来日本打工的“JAPA YUKI”，以此为契机，她发现了语言的力量和意义的故事。
- 与森上千绘共演。
- 因为本次的角色中有DJ，所以台词较多，是夜会系列中戏剧要素最强的作品[4]。
- 由于编排不同，DVD版与实际公演曲目略有不同。

夜会Vol.9 2/2 (1997年11月25日 - 12月27日，共25场公演)
- 本次夜会是对Vol.7的剧本、演出、舞台装置进行大幅修改后的再演，也是夜会的首次再演。未影像化作品。
- 与植野叶子、香坂千晶、藤敏也共演。

夜会Vol.10 海啸 (1998年11月23日 - 12月25日，共25场公演)
- 主人公是一位在美国的日本女性。她为了报复杀害父母的人，前往洛杉矶进行商务谈判，但在飞机上因肺结核咯血，被收容在夏威夷的疗养院。
- 在夏威夷拍摄了补充画面[5]。
- 与植野叶子、香坂千晶、张春祥共演[注 5]。

- 以本公演为起点，夜会每年上演的节奏划上了句号。之后大约每2年上演一次。

夜会Vol.11 冬日花园 (2000年11月22日 - 12月25日，共26场公演)
- 讲述了贪污渔协钱财的女人在北海道买的梦幻住宅其实是废墟。那里只有一只野狗和一棵槲树。未影像化作品。
- 与谷山浩子、佐野登、波吉雅之、渡边他贺男共演[注 6]。

夜会Vol.12 冬日花园 (2002年11月26日 - 12月24日，共22场公演)
- Vol.11的再演。未影像化作品。
- 与香坂千晶[注 7]、佐野登共演[注 8]。

夜会Vol.13 0时出发 24时到达 (2004年1月3日 - 1月28日，共20场公演)
- 以宫泽贤治的《银河铁道之夜》为主题，讲述了一位叫明的女人因过劳而徘徊于生死之间时做的一个不可思议的梦，将主人公的人生与逆流而上的鲑鱼重叠。
- 本次夜会加入了鲑鱼的回归和爱尔兰元素，表现生命的传递。
- 与香坂千晶、三代目鱼武滨田成夫共演[注 9]。导演为翁长裕[6]。

- 这是中岛Theatre Cocoon时期的最后一次夜会。

夜会Vol.14 00时出发 24时到达 (2006年1月27日 - 5月14日，共36场公演)
- Vol.13的再演。将标题的“0时出发”改为“00时出发”。
- 与香坂千晶、小桧山洋一共演[注 10]。

- 这是中岛首次在大阪举办夜会。

夜会Vol.15  ~夜物语~元祖 · 今晚屋 (2008年11月20日 - 2009年2月15日，共35场公演)
- 以安寿和厨子王 (《山椒大夫》，作者森鸥外) 为主题。未影像化作品。
- 与香坂千晶、小桧山洋一、土居美佐子共演。

夜会Vol.16 ~夜物语~本家 · 今晚屋 (2009年11月18日 - 12月18日，共23场公演)
- Vol.15的再演。将标题的“元祖”改为“本家”。
- 共演人物同Vol.15。

夜会Vol.17 2/2 (2011年11月19日 - 2012年2月21日，共36场公演)
- Vol.7、Vol.9的第二次再演，是夜会首次第二次次再演。
- 与植野叶子、香坂千晶、小桧山洋一共演[注 11]。
- 2013年推出BD/DVD，还有《中岛美雪<夜会Vol. 17 2/2>剧场版》在电影院上映[7]。

夜会Vol.18 桥下的世外桃源 (2014年11月15日 - 12月16日，共23场公演)
- 以“丢弃”和“被丢弃”为主题，描写住在桥下地下壕人们的作品。
- 与中村中、石田匠共演[注 12]。

- 《中岛美雪<夜会Vol.18 桥下的世外桃源> -剧场版-》于2016年2月20日上映。

夜会Vol.19 桥下的世外桃源 (2016年11月17日 - 12月17日，共23场公演)
- Vol.18的再演。
- 共演人物与Vol.18相同[注 13]。

夜会Vol.20 小东京 (2019年1月30日 - 2月27日，共20场公演)
- 与渡边真知子、植野叶子、香坂千晶、宫下文一、石田匠、泉谷茂[注 14]共演[注 15]。

- 自Vol. 6以来、时隔25年再次以已发表歌曲和原创作歌曲交织的混合风格上演。

## 夜会工场
夜会工场Vol. 1 (2013年11月22日 - 12月22日，共13场共演)
- 与香坂千晶、植野叶子共演。未影像化作品。

夜会工场Vol. 2 (2017年11月26日 - 2018年2月18日，共18场演出)
- 与香坂千晶、植野叶子、中村中、石田匠、杉本和世、宫下文一共演。

- 2018年12月19日收录公演内容的DVD、Blu-ray发售。这是夜会工场的首次影像化。

## 影像作品

### 简介
- 夜会 (1989) 的一部分影像可以在《THE FILM of Nakajima Miyuki》收录的《两艘船》中看到。

- Vol.11[注 16]和Vol.12[注 17]的一部分影像可以在《夜会的轨迹 1989～2002》中看到。

- Vol.4、Vol.6~Vol.10由电影导演根岸吉太郎担任影像作品的导演。

- 从Vol.4开始，除了舞台的影像之外，还添加了补充画面，作为独立影像作品的趣味变强了。

- Vol.5除了影像作品之外，还同时发售了记录公演制作过程的纪录片作品。

- 视频录制基本上是在公演中间两天进行的。Theatre Cocoon公演的传单上，会告知当天摄影机进入场内。

- Vol.17于2013年11月9日开始限定2周在Aeon Cinema等日本国内80家电影院上映。

|    | 发售日期       | 标题                                            | 发售代理       | 形式        | 制造编号              |
| -- | -------------- | ----------------------------------------------- | -------------- | ----------- | --------------------- |
| 1  | 1991年11月7日  | 夜会1990                                        | 波丽佳音       | VHS LD      | PCVP-50640 PCLP-00214 |
| 2  | 1992年10月21日 | 夜会Vol.3 KAN・TAN (邯郸)                       | 波丽佳音       | VHS LD      | PCVP-51011 PCLP-00383 |
| 3  | 1993年11月3日  | 夜会Vol.4 金环蚀                                | 波丽佳音       | VHS LD      | PCVP-51293 PCLP-00481 |
| 4  | 1994年11月2日  | 夜会Vol.5 太息花色今更易 此身虚度春雨中         | 波丽佳音       | VHS LD      | PCVP-51527 PCLP-00531 |
| 5  | 1994年11月2日  | Document夜会Vol.5 太息花色今更易 此身虚度春雨中 | 波丽佳音       | VHS LD      | PCVP-51528 PCLP-00532 |
| 6  | 1995年11月1日  | 夜会Vol.6 香格里拉                              | 波丽佳音       | VHS LD      | PCVP-51742 PCLP-00577 |
| 7  | 1996年11月7日  | 夜会Vol.7 2/2                                   | 波丽佳音       | VHS LD      | PCVP-51942 PCLP-00614 |
| 8  | 1997年11月19日 | 夜会Vol.8 提问的她                              | 波丽佳音       | VHS LD      | PCVP-52235 PCLP-00660 |
| 9  | 1999年12月1日  | 夜会Vol.10 海啸                                 | 波丽佳音       | VHS DVD     | PCVP-52764 PCBP-00159 |
| 10 | 2003年12月3日  | 夜会的轨迹 1989~2002                            | 雅马哈音乐传播 | DVD         | YCBW-00008            |
| 11 | 2004年12月15日 | 夜会Vol.13 0时出发 24时到达                     | 雅马哈音乐传播 | DVD         | YCBW-10002            |
| 12 | 2008年11月19日 | 夜会Vol.14 00时出发 24时到达                    | 雅马哈音乐传播 | DVD         | YCBW-10017            |
| 13 | 2010年10月13日 | 夜会Vol.16 ~夜物语~本家 · 今晚屋                | 雅马哈音乐传播 | DVD Blu-ray | YCBW-10028 YCXW-10001 |
| 14 | 2013年11月11日 | 夜会Vol.17 2/2                                  | 雅马哈音乐传播 | DVD Blu-ray | YCBW-10037 YCXW-10005 |
| 15 | 2015年11月11日 | 夜会Vol.18 桥下的世外桃源                       | 雅马哈音乐传播 | DVD Blu-ray | YCBW-10060 YCXW-10007 |
| 16 | 2018年12月19日 | 夜会工场Vol.2                                   | 雅马哈音乐传播 | DVD Blu-ray | YCBW-10086 YCXW-10013 |
| 17 | 2019年11月27日 | 夜会Vol.20 小东京                               | 雅马哈音乐传播 | DVD Blu-ray | YCBW-10094 YCXW-10014 |

## 出版物
到目前为止，已经发表了以下出版物。
- 剧本集

| 发售日期        | 标题                                    | 出版社   | ISBN                |
| --------------- | --------------------------------------- | -------- | ------------------- |
| 1992年11月10日  | 夜会Vol.3 KAN・TAN (邯郸)               | 角川书店 | ISBN 978-4048833226 |
| 1993年11月14日  | 夜会Vol.4 金环蚀                        | 角川书店 | ISBN 978-4048833493 |
| 1994年11月30日  | 夜会Vol.5 太息花色今更易 此身虚度春雨中 | 角川书店 | ISBN 978-4048833936 |
| 1995年11月30日  | 香格里拉                                | 角川书店 | ISBN 978-4048834292 |
| 1997年4月25日   | 邯郸 夜会1991                           | 幻冬舍   | ISBN 978-4877284312 |
| 金环蚀 夜会1992 | ISBN 978-4877284329                     | 幻冬舍   |                     |
| 1997年12月25日  | 太息花色今更易 夜会1993                 | 幻冬舍   | ISBN 978-4877285425 |

- 小说

| 发售日期       | 标题          | 出版社 | ISBN                |
| -------------- | ------------- | ------ | ------------------- |
| 1996年12月6日  | 2/2           | 幻冬舍 | ISBN 978-4877281380 |
| 1997年12月20日 | 提问的她      | 幻冬舍 | ISBN 978-4877282004 |
| 1999年8月25日  | 2/2（平装本） | 幻冬舍 | ISBN 978-4877287719 |
| 1999年12月10日 | 海啸          | 幻冬舍 | ISBN 978-4877283407 |
| 2001年1月15日  | 冬日花园      | 幻冬舍 | ISBN 978-4344000728 |

- 写真集

| 发售日期      | 标题          | 作者   | 出版社 | ISBN                |
| ------------- | ------------- | ------ | ------ | ------------------- |
| 2000年1月15日 | 夜会—中岛美雪 | 田村仁 | 幻冬舍 | ISBN 978-4877283544 |